# آرثر أونكين لوفجوي
آرثر أونكين لوفجوي (10 أكتوبر 1873-30 ديسمبر 1962) كان فيلسوفًا أمريكيًا ومؤرخًا فكريًا، أسس التخصص المعروف باسم تاريخ الأفكار مع كتابة سلسلة الوجود العظمى (1936)، المتعلق بموضوع ذلك الاسم، والذي يعتبر على الأرجح العمل الوحيد الأكثر تأثيرًا في تاريخ الأفكار في الولايات المتحدة خلال نصف القرن الماضي. انتخب عضوًا في الجمعية الفلسفية الأمريكية في عام 1932. في عام 1940، أسس مجلة تاريخ الأفكار.

## حياته
ولد لوفجوي في برلين، ألمانيا، بينما كان والده يجري أبحاثًا طبية هناك. بعد ثمانية عشر شهرًا، انتحرت والدته، ابنة يوهان جيرهارد أونكين، وعندها تخلى والده عن الطب وأصبح رجل دين. درس لوفجوي الفلسفة، أولًا في جامعة كاليفورنيا في بيركلي، ثم في هارفارد تحت إشراف ويليام جيمس وجوزيه رويس. استقال في عام 1901 من وظيفته الأولى، في جامعة ستانفورد، للاحتجاج على إقالة زميل له أساء إلى أحد الأمناء. اعترض رئيس جامعة هارفارد في حينها على توظيف لوفجوي على أساس أنه كان معروفًا بإثارته للمشاكل. على مدى العقد اللاحق، قام بالتدريس في جامعة واشنطن في سانت لويس وجامعة كولومبيا وجامعة ميسوري. لم يتزوج أبدًا.
بصفته أستاذا للفلسفة في جامعة جونز هوبكنز من عام 1910 إلى عام 1938، أسس لوفجوي وترأس منذ فترة طويلة نادي تاريخ الأفكار بالجامعة، حيث اجتمع العديد من المؤرخين المثقفين والاجتماعيين البارزين والناشئين، وكذلك النقاد الأدبيين. شارك في عام 1940 في تأسيس مجلة تاريخ الأفكار مع فيليب ب.وينر. أصر لوفجوي على أن تاريخ الأفكار يجب أن يركز على «أفكار الوحدة»، وهي مفاهيم مفردة (وهي مفاهيم بسيطة تشترك في اسم مجرد مع مفاهيم أخرى يجب تمييزها من الناحية المفاهيمية).
كان لوفجوي نشطًا في الساحة العامة. ساعد في تأسيس الرابطة الأمريكية لأساتذة الجامعات وفرع ماريلاند في الاتحاد الأمريكي للحريات المدنية. من ناحية ثانية، فقد عدل عن إيمانه بالحريات المدنية لاستبعاد ما اعتبره تهديدًا للنظام الحر. وهكذا، في ذروة عهد ماكارثي (في عدد 14 فبراير 1952، من s) ذكر لوفجوي أنه بما أنها كانت «حقيقة تجريبية» أن العضوية في الحزب الشيوعي ساهمت «في انتصار منظمة على مستوى العالم» تعارض «حرية البحث والرأي والتعليم»، فإن العضوية في الحزب كانت سببًا للفصل من المناصب الأكاديمية. نشر أيضًا العديد من مقالات الرأي في مطبعة بالتيمور. توفي في بالتيمور في 30 ديسمبر 1962.